# Orden de las mujeres masonas
La Orden de Mujeres masonas es una organización fraternal, con sede en el Reino Unido y es el mayor de los dos cuerpos masónicos británicos solo para las mujeres.

## Historia
La Orden fue fundada en 1908 como la Honorable Fraternidad de Masones Antiguos, y estaba formada por un pequeño grupo de hombres y mujeres que estaban separados del movimiento co-masónico. No estaban de acuerdo con los principios teosóficos y de gobierno de la organización co-masónica y querían volver al funcionamiento tradicional de la masonería inglesa. El líder y el primer Gran Maestro, era el rector de la iglesia de San Ethelburgo de la ciudad de Londres. El rector renunció a la Orden en 1912. La segunda, y todas las demás Grandes Maestras de la orden, han sido mujeres
Las sanciones de la Gran Logia Unida de Inglaterra (GLUI), para cualquiera de sus miembros, que estaban asociados con los cuerpos irregulares de la Francmasonería, incluyendo aquellos cuerpos que admitían mujeres, significaba que había pocos candidatos masculinos después de 1910. 
En 1920, se envió una petición de la orden a la GLUI, para hacer efectivo su reconocimiento y para poder confiar en los cuerpos masónicos, pero esta petición fue rechazada. Después de esto los varones, ya no fueron aceptados como candidatos en la Orden, todavía había algunos que en lugar de distanciarse de su propia obediencia, optaron por permanecer en sus puestos. En 1935, Peter Slingsby, el Gran Secretario, murió, y el otro oficial de la Grand Logia de los representantes masculinos de los Grandes Maestros, Peter Birchall, presentó la renuncia, a partir de esta fecha, la Orden ha sido exclusivamente femenina. 
En la actualidad, las relaciones con GLUI son cordiales. En 1913, los miembros de un pequeño grupo que quería introducir el grado del arco real santo de una manera poco ortodoxa, fueron expulsados de la Orden y fundaron su propia orden femenina, la Honorable Fraternidad de Masones Antiguos. El grado del Arco Real Sagrado, fue introducido legítimamente en 1929 y el grado de la marca en 1946. Los otros diplomas superiores y la simbología complementaria, incluidos los grados de caballería, se introdujeron a finales de 1940 y 1950. Todos estos grados, son administrados por la misma Gran Maestra, que tiene también la misión de almacenar los grados de oficio.La Honorable Fraternidad de Masones Antiguos, fue renombrada en 1958, como la "Orden de las mujeres masonas", por estar formada por miembros del mismo género femenino, y por ese nombre, se conoce hoy en día a la orden, en el Reino Unido. La Orden se compone actualmente de alrededor de 300 miembros que trabajan en talleres, que tienen su sede en las islas británicas, Australia, Canadá, Sudáfrica, España y Zimbabue. Hay alrededor de 7.250 miembros en el último recuento. La sede de la administración de la Gran Logia y el gran templo, se encuentra en el puesto número 27, en Pembridge Gardens, en el barrio de Notting Hill Gate, en Londres. La operación y el establecimiento de la Orden, están en paralelo con la Gran Logia Unida de Inglaterra.

## Grandes Maestras de la Orden
La actual Gran Maestra es Brenda Irene Fleming-Taylor
- William Frederick Cobb 1908 - 1912
- Marion Lindsay Halsey 1912 - 1927
- Adelaida margarita Litten 1928 - 1938
- Lucy Bertram O'Hea 1938 - 1948
- Mary Gordon Muirhead Hope 1948 - 1964
- Mildred Rhoda Baja 1964 - 1976
- Frances Salón 1976 - 1989
- Brenda Irene Fleming-Taylor 1989 -